# キラキラモンスターズ Season1
『キラキラモンスターズ Season1』（きらきらもんすたーず しーずんわん / KIRAKIRAMONSTARS Season1）は、2020年5月28日に発売されたPC向けの美少女ゲーム作品である。

## 概要
当初は2019年5月発売予定だったが延期され、最終的に5月28日に発売された。
舞台は「LAMUNATION!」と共通しているが前作のキャラクターは出てこない。
シナリオ等を担当している今作の「Ikuhiko Sato」と「LAMUNATION!」の「けっぽし」は同一人物である。
選択肢がなくドラマなどを視聴するような形で遊ぶことができる。主人公視点ではなく各エピソードごとに決められたメインキャラクターの視点となる。
グラフィックがあるのはメインキャラクターのみである。
パッケージやOPムービーには「Season1」と記載されているが、公式サイトや販売サイトで「Season01」と記載されることもあり表記が揺れている。

## あらすじ
ホームコメディードラマ「キラキラモンスターズ」を撮影するため4人の怪物、ヴェネディクト、アリサ、イヴ、フランが常夏の楽園であるSA(セントアリア)に招待された。

## 登場人物

### メインキャラクター
ヴェネディクト=V=ヴァーミリオン(Venedict=V=Vermilion)
声：田辺留依
ルーマニア出身の吸血鬼。500歳ほどで引きこもり生活をここ数十年していたニート。記憶の宮殿でルービックキューブの全通りを記憶しているため5秒で解ける。妹がいる。
アリサ a.k.a ハウンドガール(Arisa a.k.a HOUND GIRL)
声：渡谷美帆
アメリカ出身の人造ミュータント。フィクサーで大統領とはSNSでつながっている。愛車のこだわりが強く、車内では飲食禁止。
イヴ=モーニングスター(EVE=MORNINGSTAR)
声：吉岡麻耶
地獄からやってきた魔神の娘。SNSのフォロワー数が25万人を超えるインフルエンサー。ゆめかわな現役女子高生で夏季休暇にSAに来た。
フラン Mk-69(FRAN MK-69)
声：倉瀬ひまり
デウス・エクス・マキナ。多層構造の人格により成り立っており、量子コンピューターに接続している。味を「ぬくい」と独特の表現をすることがある。

### サブキャラクター
ヴァレンタイン=V=ヴァーミリオン(Valentine=V=Vermilion)
声：Marika.
ヴェネディクトの妹でしっかり者の吸血鬼。姉と違い社交的。
エイダ(EIDA)
声：Marika.
最新のスマートホーム。「エイダの家だ」がキャッチコピー。
アリス(ALICE)
声：桃河りか
チェリークラウンダイナー(C.C.D)の店員だが配車サービスに登録してヴェネディクトを送っていた。発車時によくエンストを起こす。

## スタッフ
- キャラクターデザイン/メイン原画 - まさよ
- Fran(エクストリーム　バースト)デザイン - まかだみぁ
- NEBANEBA MONSTAR - いがぐりu
- グラフィック - たまのすずめ、色谷あすか、吼来ユウ、白恵りえ、中田瑠美
- 背景 - けいまる、吼来ユウ、安芸、甘蟹、PARK HARAJUKU、LAMUNATION!-international-
- エアショット - Google earth studio
- シナリオ - Ikuhiko Sato
- デザイン/ムービー - Ikuhiko Sato
- スクリプト - おむつ featはいぺりよん、Ikuhiko Sato
- BGM - cittan*、Acro、seatrus、Storyblocks、envatoelements
- 音響効果 - Storyblocks、envatoelements
- レコーディングエンジニア - 冬威、chocck、ikeQ

## 主題歌
ETERNITY
作詞 - cittan* / 作曲 - cittan* / 歌 - Akira Ouse

## 関連作品

### CD
- cittan* WORKS from "LAMUNATION!" & "KIRAKIRA MONSTARS" 6月19日発売